# Pepi Bader
Pepi Bader, właśc.  Josef Bader  (ur. 29 maja 1941 w Grainau, zm. 30 października 2021 w Garmisch-Partenkirchen) – niemiecki bobsleista. Dwukrotny medalista olimpijski.
Reprezentował barwy Niemiec Zachodnich. Najczęściej startował w parze z Horstem Flothem. Razem brali udział w X Zimowych Igrzyskach Olimpijskich Grenoble 1968 i XI Zimowych Igrzyskach Olimpijskich Sapporo 1972, podczas obu zdobywali srebrne medale. W 1968 mieli łączny czas przejazdu identyczny jak zwycięzcy Włosi Eugenio Monti i Luciano De Paolis, jednak sędziowie przyznali zwycięstwo ich przeciwnikom, którzy mieli lepszy czas najszybszego ślizgu. W 1970 roku zostali mistrzami świata, Josef Bader był również członkiem „srebrnego” boba w czwórkach.